# Guacamaya superba
Guacamaya
Genre
Espèce
Guacamaya superba, unique représentant du genre Guacamaya, est une espèce de plantes monocotylédones de la famille des Rapateaceae.

## Répartition
Guacamaya superba est originaire de la région du rio negro, le long de la frontière entre la Colombie (Vaupés et Guainía) et le Venezuela (État d'Amazonas).

## Divers
Cette espèce a été sélectionnée pour l'affiche de la COP16 2024 pour la biodiversité à Cali.

## Classification
Le genre Guacamaya et l'espèce Guacamaya superba ont été décrits en 1958 par le botaniste américain Bassett Maguire (1904-1991),.

## Étymologie
Le nom générique, Guacamaya, reprend le nom vernaculaire local donné à cette plante qui rappelle par les couleurs vives de ses fleurs, celles de l'Ara rouge également appelé localement par le même nom de Guacamaya.

## Publication originale
- (en + la) Bassett Maguire et John J. Wurdack, « The botany of the Guayana Highland - Part III », Memoirs of the New York Botanical Garden, New York, vol. 10, no 1,‎ 1er juillet 1958, p. 1-156 (ISSN 0077-8931, e-ISSN 2662-2858, lire en ligne, consulté le 27 mars 2024).